# Щепановиці (Краківський повіт)
Щепановиці (пол. Szczepanowice) — село в Польщі, у гміні Сломники Краківського повіту Малопольського воєводства.
Населення — 197 осіб (2011).
У 1975—1998 роках село належало до Краківського воєводства.

## Демографія
Демографічна структура станом на 31 березня 2011 року:
|          | Загалом | Допрацездатний вік | Працездатний вік | Постпрацездатний вік |
| -------- | ------- | ------------------ | ---------------- | -------------------- |
| Чоловіки | 87      | 10                 | 66               | 11                   |
| Жінки    | 110     | 25                 | 60               | 25                   |
| Разом    | 197     | 35                 | 126              | 36                   |